# 물벼룩속
물벼룩속은 매우 작은 플랑크톤 갑각류이자 절지동물로 0.2~5 mm (0.01~0.20 in)의 길이를 지닌다. 물벼룩속은 지각류 목의 하나로 흔히 물벼룩이라 불리는 조그마한 물속 갑각류들이다. 산성이 있는 늪에서 민물 연못, 개울, 강에 이르기까지 다양한 물 환경에서 산다.

## 하위 종
- 오스트레일리아물벼룩아속 (Australodaphnia) (Colbourne, Wilson & Hebert, 2006)
  - 오스트레일리아물벼룩 (Daphnia occidentalis)
- 빗물벼룩아속 (Ctenodaphnia) (Dybowski & Grochowski, 1895)
  - D. barbata
  - D. brooksi
  - D. ephemeralis
  - D. exilis
  - D. lumholtzi
  - D. magna
  - D. salina
  - D. similis
- 물벼룩아속 (Daphnia) (O. F. Müller, 1785)
  - D. ambigua
  - D. arenata
  - D. catawba
  - D. cheraphila
  - D. latispina
  - D. melanica
  - D. middendorffiana
  - D. minnehaha
  - D. neo-obtusa
  - D. obtusa
  - D. oregonensis
  - D. parvula
  - D. pileata
  - D. prolata
  - 물벼룩 (D. pulex)
  - D. pulicaria
  - D. retrocurva
  - D. tanakai
  - D. tenebrosa
  - D. villosa
- 유리물벼룩아속 (Hyalodaphnia) (Schoedler, 1866)
  - D. curvirostris
  - D. dentifera
  - D. dubia
  - D. galeata
  - D. lacustris
  - D. laevis
  - D. longiremis
  - D. longispina
  - D. mendotae
  - D. thorata
  - D. umbra

## 같이 보기
- 윤형동물